# Sophora mangarevaensis
Sophora mangarevaensis е вид растение от семейство Бобови (Fabaceae). Видът е застрашен от изчезване.

## Разпространение
Разпространен е във Френска Полинезия.